# Рудник (община Велес)
Вижте пояснителната страница за други значения на Рудник.
Рудник (на македонска литературна норма: Рудник) е село в община Велес на Северна Македония.

## География
Селото се намира в басейна на река Отовица в южните склонове на Градищанската планина, като средната му надморска височина е 523 m. От Велес селото е отдалечено на 17 km. Землището му е 15 km2, като горите заемат площ от 682 ha, обработваемите земи 417 ha, а пасищата 429 ha. В селото и около него има 12 църкви, но не се знае кога са изградени. Една от църквите е дело на Яков Зографски (1885).

## История
В статия за „Цариградски вестник“ от 7 март 1859 година Йордан Хаджиконстантинов-Джинот пише:
| „ | Село Рудник има кущи 40, тува е имало рудници в старо време, има две църкви и чудотворни гробове. | “ |

В „Етнография на вилаетите Адрианопол, Монастир и Салоника“, издадена в Константинопол в 1878 година и отразяваща статистиката на населението от 1873 г., Рудник е посочено като село с 24 домакинства със 114 жители българи.
Според статистиката на Васил Кънчов („Македония. Етнография и статистика“) от 1900 година Рудник е населявано от 340 жители българи и 20 турци.
В началото на XX век християнското население на Рудник е смесено в конфесионално отношение. Според митрополит Поликарп Дебърски и Велешки в 1904 година в Рудник има 34 сръбски къщи. По данни на секретаря на Българската екзархия Димитър Мишев („La Macédoine et sa Population Chrétienne“) в 1905 година в Рудник има 128 българи екзархисти и 280 патриаршисти сърбомани и в селото функционират българско и сръбско училище Според секретен доклад на българското консулство в Скопие през 1890 година 45 къщи преминават на сръбска страна с училище и една църква, а други 10 къщи остават екзархистки с едно училище и църква.
През учебната 1912/1913 година учител в селото е свещеник Андрей Георгиев.
След Междусъюзническата война в 1913 година селото попада в Сърбия.
На етническата си карта от 1927 година Леонард Шулце Йена показва Рудник (Rudnik) като наскоро сърбизирано село.
Според преброяването от 2002 година селото има 52 жители.
| Националност | Всичко |
| македонци    | 47     |
| албанци      | 0      |
| турци        | 0      |
| роми         | 0      |
| власи        | 0      |
| сърби        | 5      |
| бошняци      | 0      |
| други        | 0      |

## Личности
Родени в Рудник
- Йован Басаров (1922 – 1943), югославски партизанин
- Стоян Бурчевски (1920 – 1943), югославски партизанин